# Quận Concho, Texas
Quận Concho (tiếng Anh: Concho County) là một quận trong tiểu bang Texas, Hoa Kỳ. Dân số năm 2000 là 3966 người. Quận được đặt tên theo sông Concho. Quận lỵ đóng ở thành phố Paint Rock.6.

## Thông tin nhân khẩu
Theo điều tra dân số 2 năm 2000, đã có 3.966 người, 1.058 hộ gia đình, và 757 gia đình sống trong quận. Mật độ dân số là 4 người trên một dặm vuông (2/km ²). Có 1.488 đơn vị nhà ở với mật độ trung bình là 2 cho mỗi dặm vuông (1/km ²). Cơ cấu chủng tộc của dân cư quận gồm 88,20% người da trắng, 0,98% da đen hay Mỹ gốc Phi, 0,48% người Mỹ bản xứ, 0,08% người châu Á, 0,10% người đảo Thái Bình Dương, 8,93% từ các chủng tộc khác, và 1,24% từ hai hoặc nhiều chủng tộc. 41,33% dân số là người Hispanic hay Latino thuộc chủng tộc nào.
Có 1.058 hộ, trong đó 29,80% có trẻ em dưới 18 tuổi sống chung với họ, 59,40% là các cặp vợ chồng sống với nhau, 9,70% có chủ hộ là nữ không có mặt chồng, và 28,40% là không lập gia đình. 26,60% của tất cả các hộ gia đình đã được tạo bởi các cá nhân, 14,20% có người sống một mình 65 tuổi trở lên. Bình quân mỗi hộ là 2,45 và cỡ gia đình trung bình là 2,97.
Trong quận, độ tuổi như sau 16,10% ở độ tuổi dưới 18, 10,40% 18-24, 38,20% 25-44, 21,50% 45-64, và 13,80% người 65 tuổi trở lên. Tuổi trung bình là 36 năm. Cứ mỗi 100 nữ có 181,30 nam giới. Cứ mỗi 100 nữ 18 tuổi trở lên, đã có 209,90 nam giới.
Thu nhập trung bình cho một hộ gia đình trong quận đã được $ 31.313, và thu nhập trung bình cho một gia đình là $ 36,894. Nam giới có thu nhập trung bình $ 20.750 so với 21.458 $ cho phái nữ. Thu nhập trên đầu cho các quận được $ 15,727. Giới 7,50% gia đình và 11,90% dân số sống dưới mức nghèo khổ, trong đó có 15,80% những người dưới 18 tuổi và 14,20% có độ tuổi từ 65 trở lên.